# Stefan Klingele

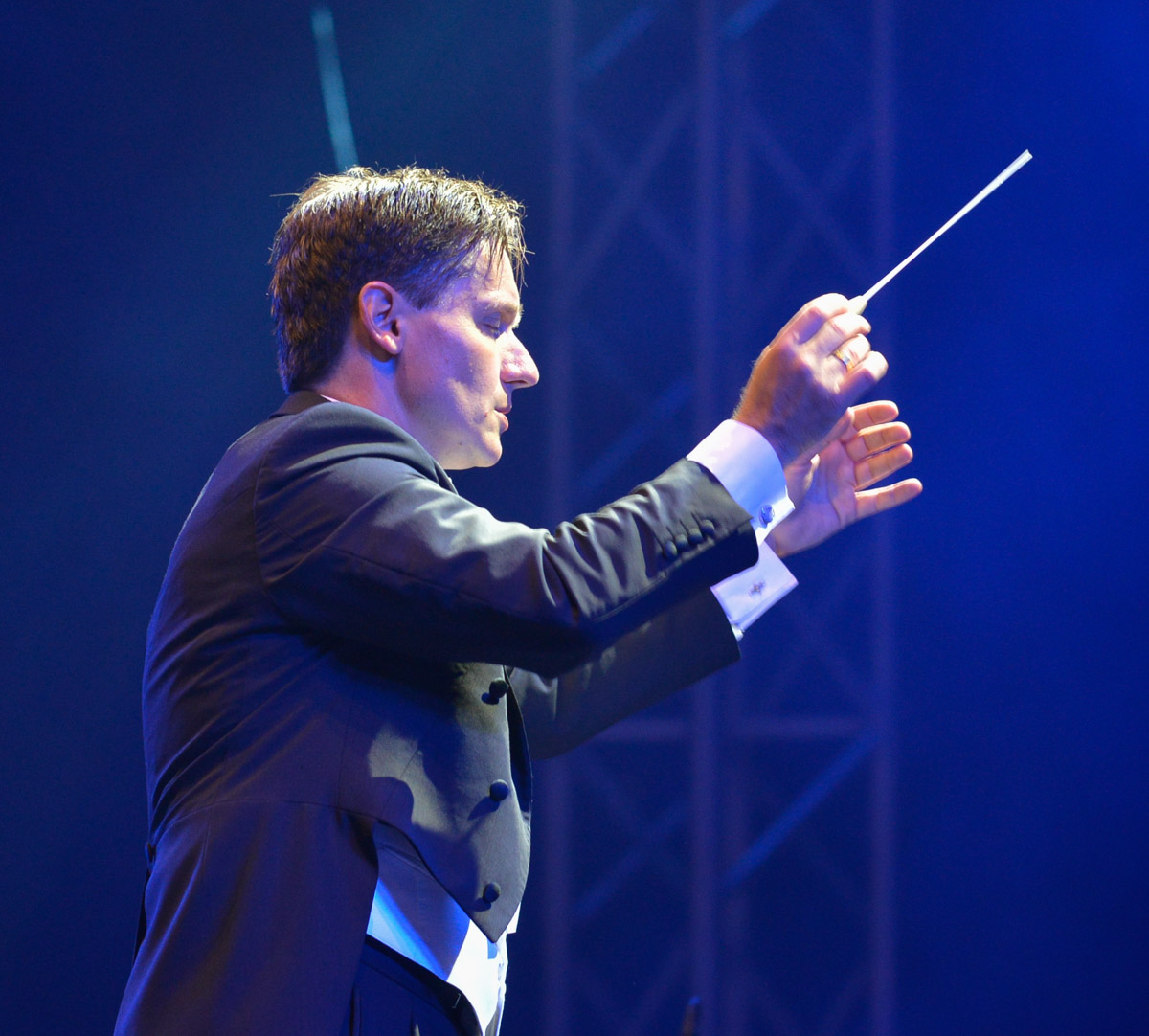
Stefan Klingele beim Kulturfestival in Stockholm, 2014

Stefan Klingele (* 30. August 1967 in Ingolstadt) ist ein deutscher Dirigent. Er ist seit 2022 Musikdirektor und Chefdirigent am Theater Bremen.

## Leben
Stefan Klingele begann als Korrepetitor mit Dirigierverpflichtung am Nationaltheater Mannheim (1993–1996), wechselte als Dirigent/Korrepetitor an das Staatstheater am Gärtnerplatz München (1996–1999) und schließlich als Erster Kapellmeister ans Bremer Theater (1999–2007). Dort leitete er die deutsche Erstaufführung der Urfassung von Bohuslav Martinus The Greek Passion und die Uraufführungen von Der Herbst des Patriarchen (Giorgio Battistelli, 2004) und Inferno (Johannes Kalitzke, 2005) und widmete sich weiteren zeitgenössischen Opern wie Solaris (Michael Obst, 2003; UA 1996). In seiner – zunächst letzten – Bremer Spielzeit war Klingele Chefdirigent der Bremer Oper, die für diese Spielzeit in der Kritikerumfrage der Zeitschrift Opernwelt zum Opernhaus des Jahres 2006/07 gewählt wurde.
Seit dem Bremer Engagement ist Stefan Klingele als Gast an europäischen Bühnen, darunter
- die Königliche Oper Stockholm: Così fan tutte, Le nozze di Figaro, Eugen Onegin, Die Zauberflöte, Die Fledermaus
- die Semperoper Dresden: Madama Butterfly, Die Entführung aus dem Serail, Die Zauberflöte, Capriccio
- die Wiener Volksoper: Madama Butterfly, Der Mantel/Gianni Schicchi
- die Staatsoper Stuttgart: Tosca, Salome, Il trovatore, Fidelio
- die Staatsoper Hannover: Die Bassariden, Intolleranza 1960, Die Teufel von Loudun
- die Deutsche Oper am Rhein: Tosca, Carmen, Tiefland, Der Zigeunerbaron, Salome.

Die  Produktion von Intolleranza 1960 an der Staatsoper Hannover wurde unter seiner musikalischen Leitung mit dem „Faust“ für die beste Musiktheaterregie der Spielzeit 2010/11 ausgezeichnet (Regie: Benedikt von Peter).
In Konzerten leitete Klingele die Königliche Hofkapelle Stockholm, die Nürnberger Philharmoniker, das Bayerische Staatsorchester, das Staatsorchester Hannover, die Duisburger Philharmoniker, das Sinfonieorchester Wuppertal, das Staatsorchester Kassel, die Niederrheinischen Sinfoniker, das Orchestra di Padova e del Veneto, die Bremer Philharmoniker und das Orchester des Slowenischen Nationaltheaters.
Von Spielzeit 2015 bis 2022 war Klingele Musikdirektor und Chefdirigent der Musikalischen Komödie in Leipzig. Dort studierte er unter anderem Wiener Blut, Hape Kerkelings Kein Pardon – Das Musical, On the Town und Madame Pompadour neu ein. 2022 kehrte er nach Bremen zurück.

## Auszeichnungen
- Bayerischer Kunstförderpreis 1999
- Kurt-Hübner-Preis 2006